# Diostracus genualis
Diostracus genualis är en tvåvingeart som beskrevs av Sadao Takagi 1968. Diostracus genualis ingår i släktet Diostracus och familjen styltflugor. Inga underarter finns listade i Catalogue of Life.